# Harbutówka

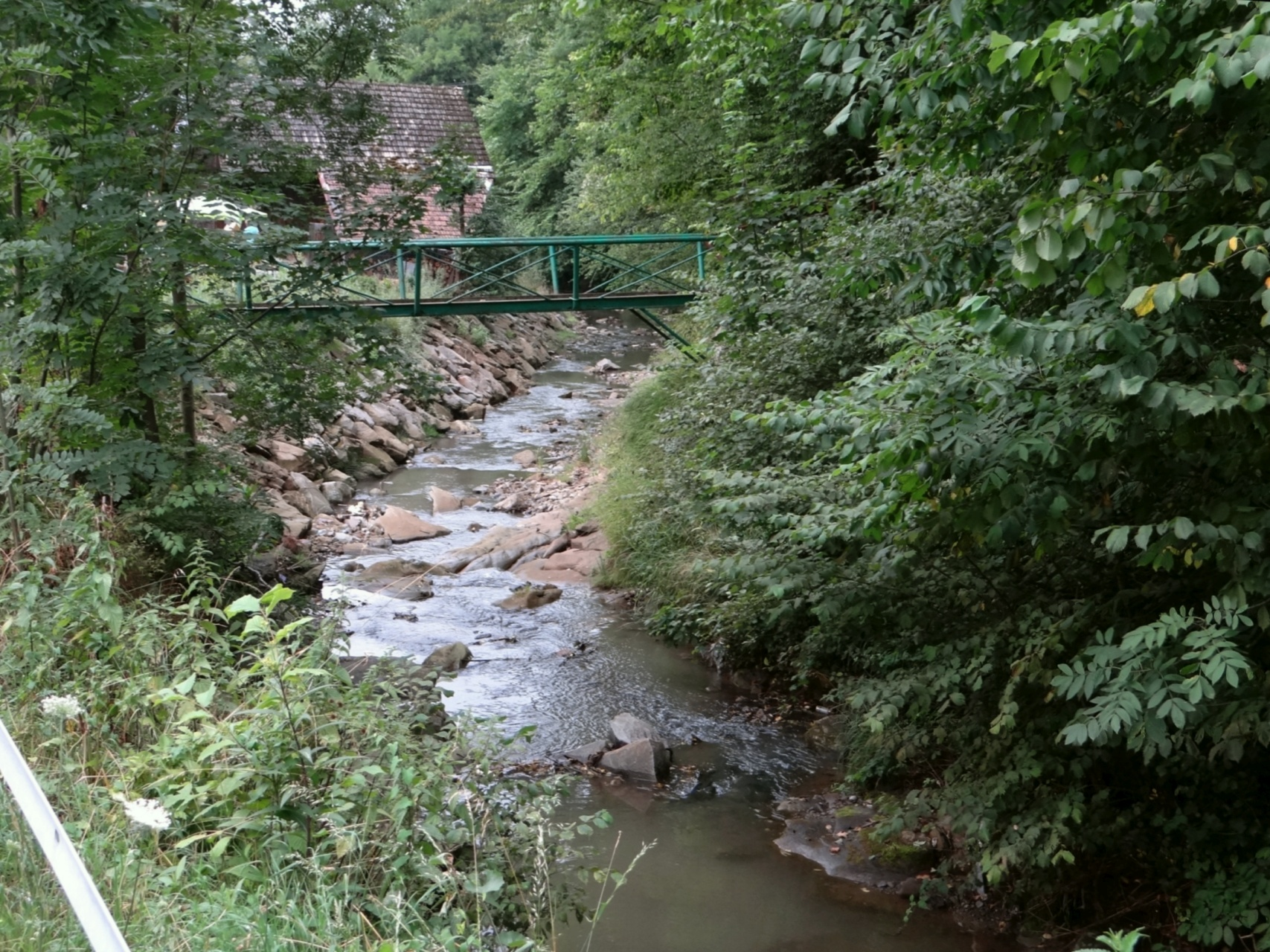
Harbutówka w Harbutowicach

Harbutówka – rzeka będąca górnym biegiem Skawinki. Ma źródła na wysokości około 570 m na północnych stokach Bieńkowskiej Góry w Paśmie Babicy. Spływa przez miejscowość Harbutowice w północno-wschodnim kierunku doliną oddzielającą Pasmo Babicy od Wzgórz Lanckorońskich. W Sułkowicach zmienia kierunek na północny i płynie do Biertowic. Na tym odcinku jej dolina oddziela Wzgórza Lanckorońskie od Pasma Barnasiówki i Pasma Bukowca. W Biertowicach znów zmienia kierunek na północno-wschodni i płynie pomiędzy wsiami Wola Radziszowska i Krzywaczka, by przy granicy tych miejscowości z Podlesiem (częścią wsi Radziszów) połączyć się z rzeką Głogoczówka, tworząc Skawinkę. Następuje to na wysokości 226 m, w miejscu o współrzędnych 49°54′25,0″N 19°49′54,5″E/49,906944 19,831806.
Nazwa Harbutówki pojawiła się na mapach z końca XIX wieku. Nazwę tę w sposób biurokratyczny ustalili kartografowie austriaccy. Dawniej Skawinka w całym swoim biegu miała tę samą nazwę. Obecnie na mapach nadal stosowane jest nazewnictwo ustalone przez austriackich kartografów. Nazwą Harbutówka opisywana jest też ta rzeka na informacyjnych znakach drogowych montowanych przy mostach.
Zlewnia Harbutówki znajduje się w dwóch mezoregionach: w Beskidzie Makowskim (Pasmo Babicy) oraz na Pogórzu Wielickim (Wzgórza Lanckorońskie, Pasmo Barnasiówki i Pasmo Bukowca). Głównymi dopływami Harbutówki są potoki: Gościbia, Jastrząbka, Lubianka i Piegżówka.
Harbutówka jest rzeczką podgórską, o dnie niemal całkowicie kamienistym. Przy niskim stanie wód jest rzeczką bardzo małą. W rankingu rzek jest wysoko oceniana przez wędkarzy jako kraina pstrągów i lipieni.